# Закол (горное дело)
Закол — это локальное откалывание отколотых или плохо закреплeнных обломков горной породы от кровли или бортов горной выработки вследствие неравномерного напряженного состояния массива. В зоне закола образуется "карман", в котором концентрируются опасные обломки, способные самостоятельно обрушиться и травмировать персонал или повредить оборудование.

## Определение
Закол — образование в кровле или борту выработки незакрепленного фрагмента массива, угрожающего обрушением.

## Причины возникновения

### Горно-геологические факторы
- Наличие естественных трещин, смежных литологических контактов и клиньев в кровле или бортах.
- Насыщение пород водой, подопорная деформация массива.

### Технологические факторы
- Несвоевременное устранение отколов после взрывных работ или механизированной проходки.
- Отсрочка установки временной или постоянной крепи.
- Нарушения схемы проветривания, приводящие к снижению прочности пород из-за выдува пылевоздушной смеси.

## История термина
Понятие сложилось в горной практике Урала и Донбасса в XIX—XX веках. С внедрением современных методов крепления (сетки, анкеры, инъекционная крепь) частота заколов снизилась, но при интенсивной разработке месторождения остается актуальной.

## Методы обнаружения и контроля
- Визуальный осмотр и зондирование кровли и бортов баровой лопаткой с закрепленной части горной выработки.
- Микросейсмометрия и инклинометрия для выявления микродеформаций массива.

## Профилактика и ликвидация

### Организация работ
1. Ежедневная первичная и периодическая проверка выработок руководителем смены.
2. Выдача наряда-допуска на ликвидацию заколов с указанием ответственных и последовательности действий.

### Средства механизации
1. Гидравлические заколооборочные машины.
2. Механизированные кровлеоборочные самходные машины.

### Крепёжные мероприятия
1. Установка временной сетчатой или анкерной крепи сразу за забоем (отставание не более 0,5 м).
2. Анкерная или химическая инъекционная скрепа критических зон с шагом не более 1,5 м.

## Нормативная база
- ФНиП 505–2015 «Правила безопасности при ведении горных работ и переработке твёрдых полезных ископаемых» (разд. IV–V)[1]
- ГОСТ 23.001–2012 «Безопасность в строительстве. Общие требования»[2]